# Perusia ignescens
Perusia ignescens är en fjärilsart som beskrevs av Butler 1882. Perusia ignescens ingår i släktet Perusia och familjen mätare. Inga underarter finns listade i Catalogue of Life.